# Sława (Świdwin)
Sława (deutsch Alt Schlage) ist ein Dorf mit ca. 170 Einwohnern in Polen im Powiat Świdwiński in der Woiwodschaft Westpommern. Es gehört zur Landgemeinde Świdwin (Schivelbein), von der es in östlicher Richtung acht Kilometer entfernt liegt.

## Geschichte
Das pommersche Dorf Alt Schlage ist in früher Zeit von den Wenden gegründet worden und trug einst den Namen Slawe oder Slaw (= Slawenort, Slawenhaupt). Es liegt direkt an der Rega, die hier bis 1932 die Grenze zwischen den Kreisen Belgard (heute polnisch: Białogard) und Schivelbein (Świdwin) bildete. Zum Ort gehören im 19. Jahrhundert die Vorwerke Kurtshof und Neu Schlage (Sławka), an die sich die Höhen der Kiebitzberge (Czarcie Góry) mit der 131 Meter hohen Steinbahn anschließen.
Wie aus einer am 12. Oktober 1373 in Kolberg (Kołobrzeg) ausgefertigten Urkunde hervorgeht, hatte die Siedlung Slawe eine starke Burg und war damals im Besitz der Familie von Ramel. 1735 kam das Ramelsche Lehen an die Familie von Sydow, die es 1738 an Oberst Kaspar Heinrich von Stechow weiterverkaufte. Es folgten mehrere unterschiedliche Eigentümer, bis es nach dem Ersten Weltkrieg als Allodial-Gut in den Besitz derer von Hagen in Langen (Łęgi) kam.
1939 zählte Alt Schlage 253 Einwohner in 63 Haushaltungen. Der Ort lag verkehrsgünstig an der deutschen Reichsstraße 162 (heute im Abschnitt der polnischen Woiwodschaftsstraße 152) Schivelbein–Bad Polzin (Połczyn-Zdrój); Bahnstation waren Ziezeneff (Cieszeniewo) oder Simmatzig (Smardzko) an der Reichsbahnstrecke Schivelbein–Bad Polzin–Gramenz–Zollbrück, die als Staatsbahnlinie nach 1945 noch fortgeführt, inzwischen jedoch stillgelegt worden ist.
Das für Alt Schlage zuständige Amtsgericht war das in Bad Polzin. Letzter Bürgermeister der Gemeinde Alt Schlage war Hermann Frank, der Besitzer des Gasthofes „Zur Linde“. Im März 1945 besetzte die Rote Armee Alt Schlage kampflos. In der Folgezeit musste die angestammte Bevölkerung den Ort verlassen, der zu Polen gekommen war. Heute ist Sława ein Ortsteil der Landgemeinde Świdwin.

## Sławka(Neu Schlage)
Sławka (deutsch Neu Schlage) ist eine früher zu Sława gehörige Siedlung, die sich vier Kilometer nordöstlich des Dorfes befindet. Einst war sie Gutsdorf und Vorwerk zu Alt Schlage, danach zu Langen und in diese Gemeinde, Kirche und Schule integriert. Heute ist es eine Ortschaft der Gmina Rąbino (Groß Rambin).

## Amt Alt Schlage
Bis 1945 gehörte Alt Schlage zum Landkreis Belgard (Persante) und bildete mit den Gemeinden Damerow und Langen den Amtsbezirk Alt Schlage. Letzter deutscher Amtsvorsteher war Paul Röpke.

## Standesamt Alt Schlage
Alt Schlage bildete einen eigenen Standesamtsbezirk. Ihm eingegliedert waren die Gemeinden Alt Schlage, Damerow, Langen und Redel. Zuletzt vor 1945 wurde es vom Standesbeamten Scheinhuber geleitet.

## Kirche

### Kirchengemeinde
Alt Schlage war eine selbständige Kirchengemeinde, zu der auch die Ortschaften Neu Schlage (Sławka), Damerow und Röglin gehörten. Als Tochtergemeinde im Kirchspiel Ziezeneff war sie dem Kirchenkreis Schivelbein in der Kirchenprovinz Provinz Pommern der Evangelischen Kirche der Altpreußischen Union zugeordnet. Das Kirchenpatronat oblag dem Rittergutsbesitzer von Hagen in Neu Schlage.
Im Jahr 1940 zählte die Kirchengemeinde Alt Schlage 765 Gemeindeglieder. Als letzter deutscher Pfarrer amtierte Paul Blank, als Küster war Paul Woller tätig.
Heute gehört Sława zur Parochie Koszalin (Köslin) der Diözese Pommern-Großpolen mit Sitz in Sopot (Zoppot) der Evangelisch-Augsburgischen Kirche in Polen. Gottesdienstort ist die Kapelle in der ul. Cmentarna 1 in Świdwin.

### Dorfkirche
Das Gotteshaus der Alt Schlager war eine aus dem 18. Jahrhundert stammende Fachwerkkirche mit Westturmaufbau, polygonalem Chor, teilweise barockem Schnitzaltar von 1770 und wertvollen Epitaphen.

## Schule
1928 bestand in Alt Schlage eine einklassige Dorfschule, an der Lehrer Karl Hoppe 11 Jungen und 19 Mädchen unterrichtete. Sein Nachfolger und letzter deutscher Schulleiter war Paul Fischer.